# Alain Cuypers
Alain Cuypers, född 29 november 1967, är en friidrottare från Belgien. Han deltog vid olympiska sommarspelen 1988.